# Air China

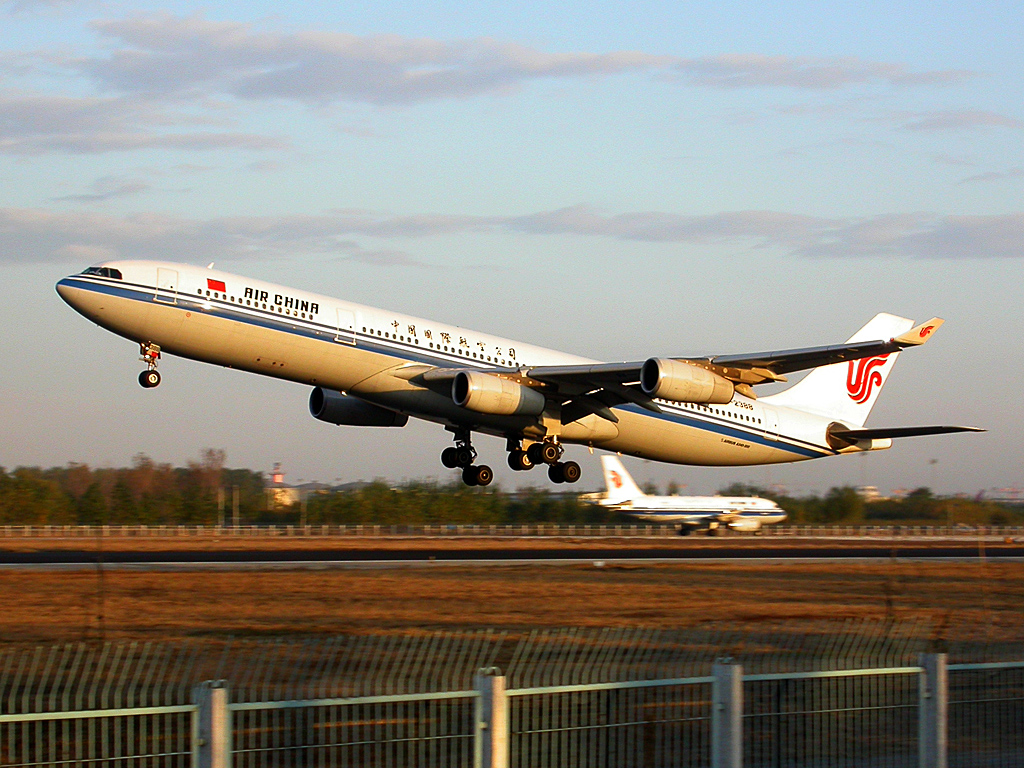
Air China Airbus A340

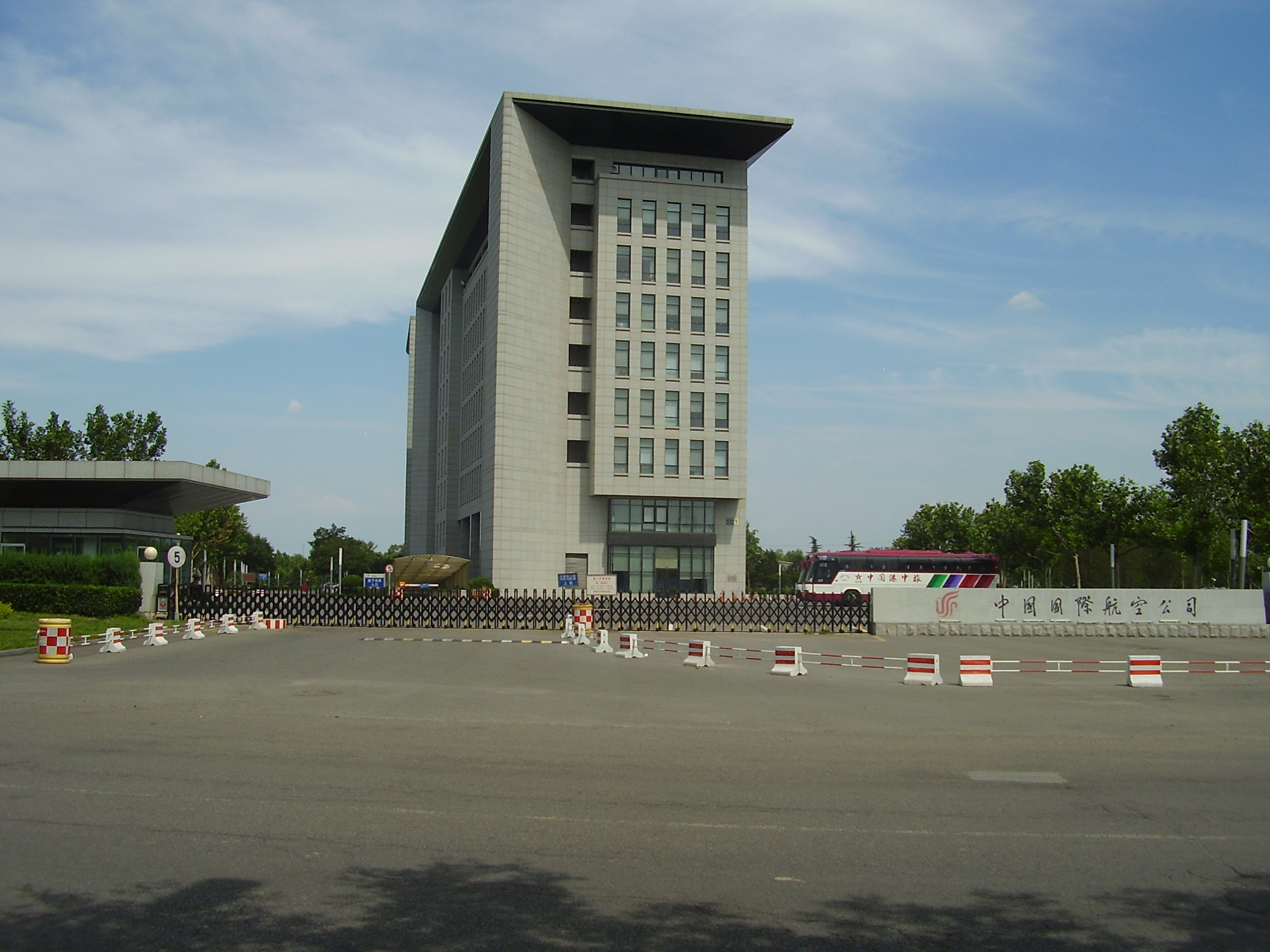
Headquarters of Air China

Air China (SEHK: 0753) (LSE: AIRC) (中国国际航空公司, (limba chineză:Pinyin: Zhōngguó Guójì Hángkōng Gōngsī), (română Compania Internațională Chineză de Aviație", abreviat 国航) este compania aeriană de stata Republicii Populare Chineze și a doua companie aeriană comercială ca mărime după China Southern Airlines. Nod principal la Aeroportul Internațional Beijing.
1. ↑  Global LEI index, accesat în 17 septembrie 2024